# Rob Taylor
Robert Taylor, detto Rob (Deddington, 23 aprile 1959), è un ingegnere britannico, dal 2016 capo progettista della Haas.
In precedenza, ha guidato il team di senior designer della McLaren dal 2006 al 2010, essendo precedentemente Chief Designer per la Red Bull. Taylor ha lavorato anche per Jaguar, Ferrari, Arrows e Benetton durante la sua lunga carriera in Formula 1.
Taylor ha trascorso le stagioni 2003 e 2004, lavorando come capo progettista alla Jaguar. Dopo che il team è stato acquistato da Dietrich Mateschitz e trasformato in Red Bull, ha continuato esercitando la stessa posizione e ha condotto la progettazione della prima vettura di Formula 1 della nuova squadra per la stagione 2005, RB1, che è riuscito a concludere il campionato mondiale costruttori di quell'anno al settimo posto, grazie ai quarti posti ottenuti da David Coulthard in Australia e Nurburgring. Più tardi, si trasferì in McLaren.